# گرگان تپه آق کند
گرگان تپه آق کند مربوط به هزاره ۴ تا دوران‌های تاریخی پس از اسلام است و در شهرستان زنجان، بخش مرکزی، روستای آق کند واقع شده و این اثر در تاریخ ۷ مهر ۱۳۸۱ با شمارهٔ ثبت ۶۱۶۷ به‌عنوان یکی از آثار ملی ایران به ثبت رسیده است.